# 熊ノ川城
熊ノ川城（くまのかわじょう）は、佐賀県佐賀市にあった日本の城（山城）。

## 概要
佐賀市の川上川右岸にある標高346mの城山に位置する。眼下に川上川を望み、川沿いの通路を確保していた。
天正年間に神代勝利が築いた。永禄4年（1561年）、龍造寺隆信傘下の古湯城主・原隼人と当城の勝利が川上川を挟んで戦っている。